# Nyâlayu
Nyalâyu jãlɑjʊ (també Yâlayu o nyelâyu) és una llengua austronèsia parlada majoritàriament a l'àrea tradicional de Hoot Ma Waap, als municipis de Ouégoa, Belep i Pouébo, a la Província del Nord, Nova Caledònia. Té uns 2.000 parlants nadius.

## Dialectes
Aquesta llengua té dos dialectes : el pooc (o haat) a les illes Belep, el puma (també paak o ovac) a l'àrea tradicional d'Arama a l'est de Poum i des de Balade a Pouébo.